# Marcel Verhoff
Marcel Alfred Alfons Verhoff (* 1970 in Gießen) ist ein deutscher Rechtsmediziner und seit 2013 Direktor des Instituts für Rechtsmedizin am Universitätsklinikum Frankfurt am Main.

## Leben
Marcel Verhoff studierte Humanmedizin an der Universität Gießen und wurde Mitglied des Katholischen Studentenvereins Nassovia Gießen im Kartellverband katholischer deutscher Studentenvereine (KV). Er absolvierte nach dem Studium 1998 Weiterbildungszeiten am Institut für Pathologie der BG-Kliniken Bergmannsheil bei Klaus-Michael Müller und war dann 1999 am Westfälischen Zentrum für Psychiatrie bei Theo Payk tätig. Bei Ewald Heerd wurde er promoviert mit einer Arbeit über die epidermalen Langerhanszellen.
Von Anfang 2000 bis zum September 2013 war er am Institut für Rechtsmedizin der Universität Gießen beschäftigt. Im August 2003 erwarb er die Facharztanerkennung für Rechtsmedizin. Er habilitierte sich für das Fach Rechtsmedizin im Juli 2007 mit der Schrift Humanspezifität, Liegezeit, Verletzungsspuren, Identitätsmerkmale und Leichenbegriff als problematische Fragestellungen in der forensischen Osteologie. 2009 wurde er außerplanmäßiger Professor an der Universität Gießen. Am 1. Oktober 2013 trat er die Leitung des Instituts für Rechtsmedizin am Universitätsklinikum Frankfurt an. Als Schwerpunkte seiner wissenschaftlichen Tätigkeit galten zu dieser Zeit die Täteridentifizierung durch forensische DNA-Analysen, die Bestimmung der Leichenliegezeit und die Begutachtung knöcherner Strukturen.
Verhoff hatte Auftritte bei Medical Detectives. Mit Kerstin Kreutz veröffentlichte er 2002 eine Einführung in die Forensische Anthropologie. Im September 2007 wurde ihm der Konrad-Händel-Stiftungspreis verliehen, der bedeutendste Preis für Rechtsmedizin im deutschsprachigen Raum. Das Lehrbuch Rechtsmedizin, das er zusammen mit zwei Kollegen aus Gießen verfasste, erschien 2019 in dritter Auflage.
Er legte mehr als 300 Veröffentlichungen vor. Ab Mai 2020 veröffentlichte Verhoff zusammen mit der Journalistin Vanessa Nischik zwei Jahre lang den Podcast Rechtsmedizin – Dichtung und Wahrheit. Seit März 2023 veröffentlicht er mit der Krimi-Autorin Franziska Franz den True-Crime-Podcast SpurenElemente zu historischen Frankfurter Kriminalfällen.

## Schriften (Auswahl)
- Forensische Osteologie. Problematische Fragestellungen. Lehmanns Media, Berlin 2008, ISBN 978-3-86541-294-2.
- mit Kerstin Kreutz: Forensische Anthropologie. Einführung in die forensische Anthropologie. Unter besonderer Berücksichtigung ausgewählter Fragestellungen der forensischen Medizin. Mit praktischen Übungen. Lehmanns Media, Berlin 2002, ISBN 3-936427-24-0.
- mit Reinhard Dettmeyer und Florian Veit: Rechtsmedizin (Springer-Lehrbuch). Springer, 3., aktualisierte Auflage 2019, ISBN 978-3-66258-657-0.